# One Hundred Dollars (film 1915)
One Hundred Dollars è un cortometraggio muto del 1915. Il nome del regista non viene riportato nei credit del film che, prodotto dalla Biograph, fu interpretato da Irma Dawkins, Jack Mulhall, Jack Drumier, Gus Pixley, Frank Bates e Kate Bruce.

## Produzione
Il film fu prodotto dalla Biograph Company.

## Distribuzione
Distribuito dalla General Film Company, il film - un cortometraggio in una bobina - uscì nelle sale cinematografiche statunitensi il 17 aprile 1915. Non si conoscono copie ancora esistenti della pellicola che viene considerata presumibilmente perduta.